# 12326 Shirasaki
12326 Shirasaki (tên chỉ định: 1992 SF) là một tiểu hành tinh vành đai chính. Nó được phát hiện bởi Kin Endate và Kazuro Watanabe ở Đài thiên văn Kitami ở Hokkaidō, Nhật Bản, ngày 21 tháng 9 năm 1992. Nó được đặt theo tên Shuichi Shirasaki, the finalist in a 1999 Japanese astronaut candidate selection process.